# Liste der algerischen Botschafter in Tschechien
| ernannt am    | Ernennungsdekret | Name                    | Bemerkungen | ernannt von            | akkreditiert bei | Posten verlassen | Abberufungsdekret |
| ------------- | ---------------- | ----------------------- | --- | ---------------------- | ---------------- | ---------------- | ----------------- |
| 16. Sep. 1964 |                  | Mohamed Messaoud Kellou | 1962: Leiter der Auslandsvertretung in Karatschi, Dezember 1963: Ambassador to the Court of St James’s 1972: Botschafter in Buenos Aires, 1975–1977: Botschafter in Peking, 1977: President of the Committee of Foreign Affairs of the National People’s Assembly, 1978: Sondergesandter in Jakarta, 1979–1983: Botschafter in Bonn 1984: Botschafter in Harare. | Ahmed Ben Bella        | Antonín Novotný  |                  |                   |
| 13. März 1972 | [ 1 ]            | Mohand Cherif Sahli     | | Houari Boumedienne     | Ludvík Svoboda   | 30. Juni 1978    | [ 2 ]             |
| 1. Juli 1978  | [ 3 ]            | Noureddine Delleci      | | Rabah Bitat            | Gustáv Husák     | 31. Aug. 1984    | [ 4 ]             |
| 1. Sep. 1984  | [ 5 ]            | Abdelhamid Latrèche     | | Chadli Bendjedid       | Gustáv Husák     | 30. Sep. 1989    | [ 6 ]             |
| 1. Okt. 1989  |                  | Abdelmalek Nourani      | | Chadli Bendjedid       | Václav Havel     |                  |                   |
| 1. Okt. 1992  | [ 7 ]            | Salah Boulaghlem        | | Muhammad Boudiaf       | Václav Havel     | 15. Sep. 1996    | [ 8 ]             |
| 12. Okt. 2004 | [ 9 ]            | Moulay Mohammed Guendil | | Abd al-Asis Bouteflika | Václav Klaus     | 24. Mai 2006     | [ 10 ]            |
| 1. Juni 2009  | [ 11 ]           | Belaid Hadjem           | | Abd al-Asis Bouteflika | Václav Klaus     |                  |                   |

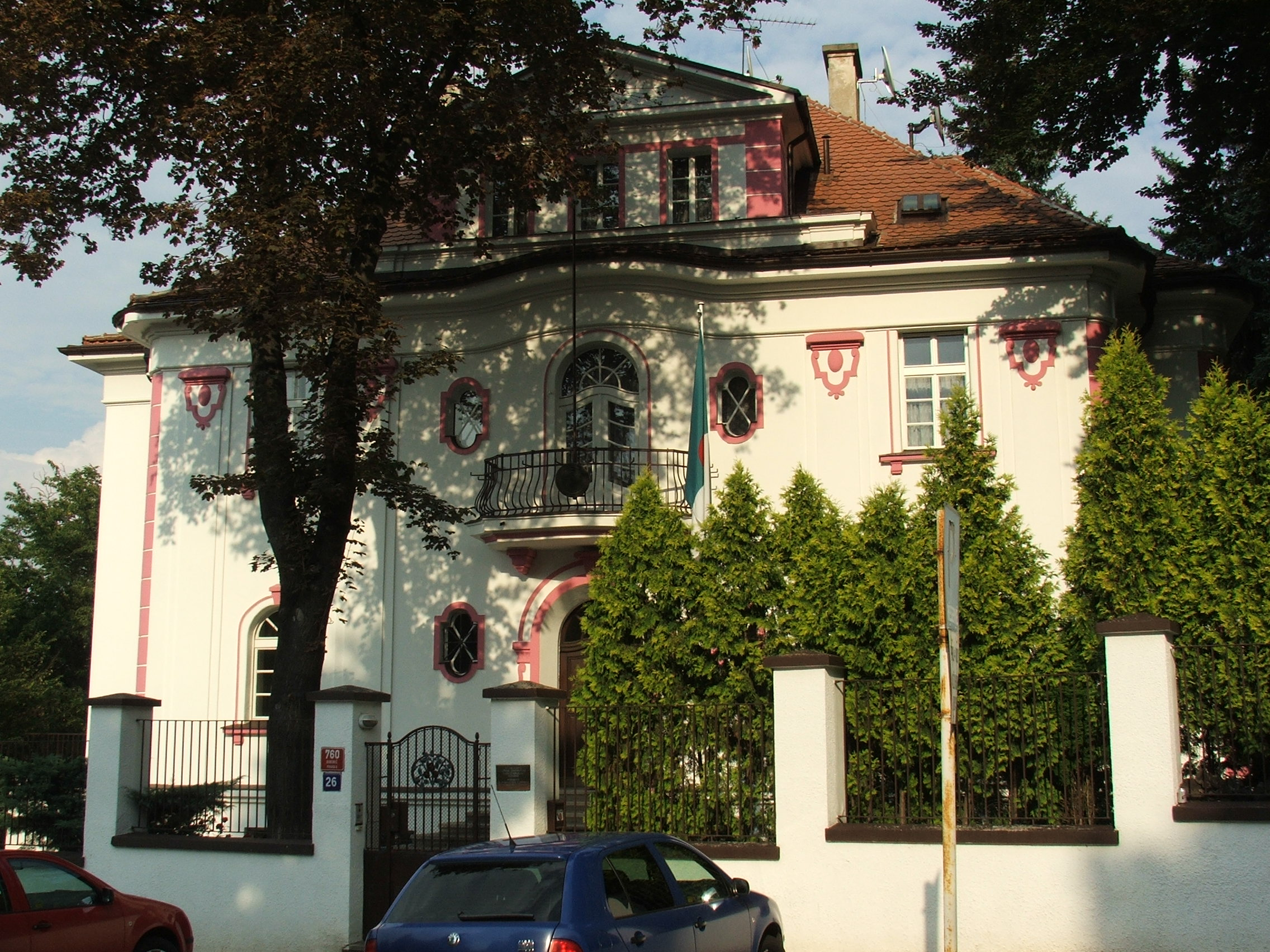
Residenz des algerischen Botschafters
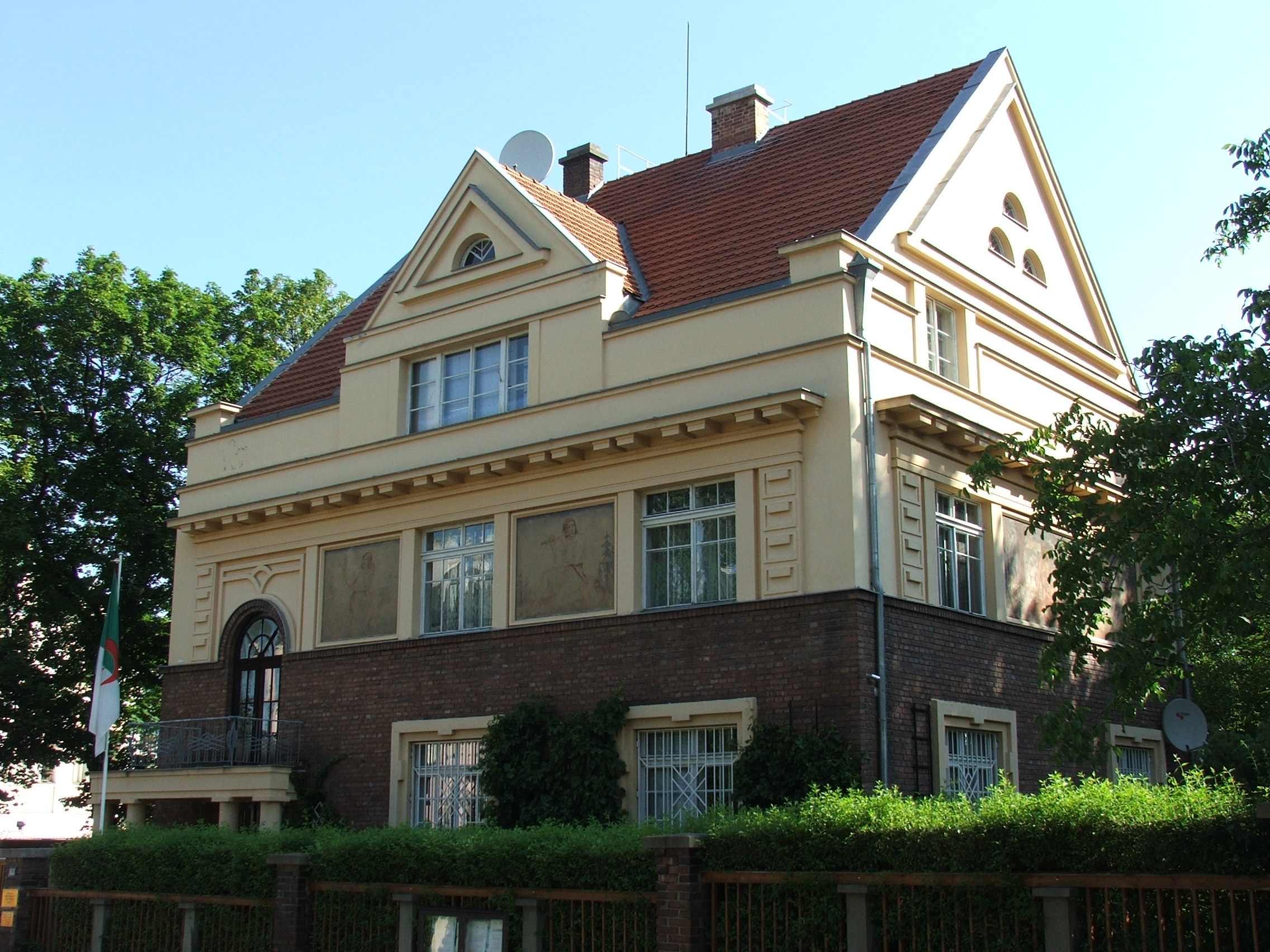
Botschaft in V Tišině 483/10, Bubeneč Prag